# فيكتور سكرايبنيك
فيكتور سكرايبنيك (بالأوكرانية: Скрипник Віктор Анатолійович)‏ و (بالأوكرانية: Віктор Анатолійович Скрипник) وهو لاعب كرة قدم أوكراني سابق ومدرب حالياً كان يلعب في مركز الدفاع ولد في يوم 19 نوفمبر 1969 في مدينة نوفوموسكوفيك في جمهورية أوكرانيا السوفيتية الاشتراكية في الإتحاد السوفييتي لعب مع نادي ميتالورغ زابريوزهيا ونادي دنيبرو دنيبروبتروفسك في أوكرانيا ومع نادي فيردر بريمين في ألمانيا ولعب مع منتخب أوكرانيا لكرة القدم وهو حالياً يدرب نادي فيردر بريمين.

## روابط خارجية
- فيكتور سكرايبنيك على موقع الاتحاد الدولي (مؤرشف)  (الإنجليزية)
- فيكتور سكرايبنيك على موقع الاتحاد الأوربي (الإنجليزية)
- فيكتور سكرايبنيك على موقع اتحاد أوكرانيا (الإنجليزية)
- فيكتور سكرايبنيك على موقع قاعدة بيانات كرة القدم.إي يو (الإنجليزية)
- فيكتور سكرايبنيك على موقع بيانات كرة القدم. دي إي (الألمانية)
- فيكتور سكرايبنيك على موقع ناشيونال فوتبول تيمز (الإنجليزية)
- فيكتور سكرايبنيك على موقع Soccerbase.com (مدرب) (الإنجليزية)
- فيكتور سكرايبنيك على موقع Soccerway.com (الإنجليزية)
- فيكتور سكرايبنيك على موقع عالم كرة القدم.نت (الإنجليزية)